# Fußball-Asienmeisterschaft 2024/Gruppe C
| Pl. | Land               | Sp. | S | U | N | Tore    | Diff. | Punkte |
| --- | ------------------ | --- | - | - | - | ------- | ----- | ------ |
| 1.  | Iran               | 3   | 3 | 0 | 0 | 007:200 | +5    | 09     |
| 2.  | Ver. Arab. Emirate | 3   | 1 | 1 | 1 | 005:400 | +1    | 04     |
| 3.  | Palästina          | 3   | 1 | 1 | 1 | 005:500 | ±0    | 04     |
| 4.  | Hongkong           | 3   | 0 | 0 | 3 | 001:700 | −6    | 0      |

Die Gruppe C der Fußball-Asienmeisterschaft 2024 war eine der sechs Gruppen des Turniers. Die ersten beiden Spiele wurden am 14. Januar 2024 ausgetragen, der letzte Spieltag fand am 23. Januar 2024 statt. Die Gruppe bestand aus den Nationalmannschaften aus dem Iran, den Vereinigten Arabischen Emiraten, Palästina und Hongkong.

## Ver. Arab. Emirate – Hongkong 3:1 (1:0)
| Ver. Arab. Emirate                                                                    | Ver. Arab. Emirate | Hongkong | Hongkong |
| ------------------------------------------------------------------------------------- | --- | --- | -------- |
| Ver. Arab. Emirate                                                                    | \| 1. Spieltag \| \| 14. Januar 2024 um 17:30 Uhr (15:30 MEZ) in ar-Rayyan (Khalifa International Stadium) \| \| Zuschauer: 15.586 \| \| Schiedsrichter: Muhammad Taqi ( Singapur) \| \| Spielbericht \| | \| 1. Spieltag \| \| 14. Januar 2024 um 17:30 Uhr (15:30 MEZ) in ar-Rayyan (Khalifa International Stadium) \| \| Zuschauer: 15.586 \| \| Schiedsrichter: Muhammad Taqi ( Singapur) \| \| Spielbericht \|                                                                                                | Hongkong |
| Ver. Arab. Emirate                                                                    | Khalid Eisa – Zayed Sultan (88. Khalid al-Hashemi), Khalifa al-Hammadi, Bader Nasser, Abdulla Idrees – Tahnoon al-Zaabi (68. Abdulla Hamad), Yahia Nader (81. Ali Salmeen), Abdullah Ramadan (88. Ahmed Jamil) – Caio Canedo, Sultan Adil, Fábio Lima (68. Yahya al-Ghassani) Cheftrainer: Paulo Bento ( Portugal) | Yapp Hung Fai – Yue Tze Nam (67. Michael Udebuluzor), Oliver Gerbig, Li Ngai Hoi (90.+1' Yu Joy Yin), Shinichi Chan – Wu Chun Ming, Tan Chun Lok (90.+1' Vas Nuñez), Chan Siu Kwan (78. Wong Wai) – Everton Camargo, Matt Orr, Poon Pui Hin (66. Stefan Pereira) Cheftrainer: Jørn Andersen ( Norwegen) | Hongkong |
| Ver. Arab. Emirate                                                                    | 1:0 Adil (35., Handelfmeter) 2:1 Sultan (52.) 3:1 al-Ghassani (90.+5', Foulelfmeter) | 1:1 Chan Si. (49.) | Hongkong |
| Ver. Arab. Emirate                                                                    | Idrees (23.) | Yue (27.), Gerbig (33.) | Hongkong |
| 1. Spieltag                                                                           | | |          |
| 14. Januar 2024 um 17:30 Uhr (15:30 MEZ) in ar-Rayyan (Khalifa International Stadium) | | |          |
| Zuschauer: 15.586                                                                     | | |          |
| Schiedsrichter: Muhammad Taqi ( Singapur)                                             | | |          |
| Spielbericht                                                                          | | |          |

## Iran – Palästina 4:1 (3:1)
| Iran                                                                           | Iran | Palästina | Palästina |
| ------------------------------------------------------------------------------ | --- | --- | --------- |
| Iran                                                                           | \| 1. Spieltag \| \| 14. Januar 2024 um 20:30 Uhr (18:30 MEZ) in ar-Rayyan (Education City Stadium) \| \| Zuschauer: 27.691 \| \| Schiedsrichter: Abdulrahman al-Jassim ( Katar) \| \| Spielbericht \| | \| 1. Spieltag \| \| 14. Januar 2024 um 20:30 Uhr (18:30 MEZ) in ar-Rayyan (Education City Stadium) \| \| Zuschauer: 27.691 \| \| Schiedsrichter: Abdulrahman al-Jassim ( Katar) \| \| Spielbericht \| | Palästina |
| Iran                                                                           | Alireza Beiranvand – Sadegh Moharrami (81. Ramin Rezaeian), Hossein Kanaanizadegan, Shoja Khalilzadeh (44. Majid Hosseini), Ehsan Hajsafi – Saeid Ezatolahi, Saman Ghoddos (90. Omid Ebrahimi), Alireza Jahanbakhsh, Mehdi Taremi, Mehdi Ghayedi (46. Mohammad Mohebi) – Karim Ansarifard (46. Sardar Azmoun) Cheftrainer: Amir Ghalenoei | Rami Hamadeh – Musab al-Battat , Michel Termanini, Yaser Hamed (46. Mohammed Saleh), Camilo Saldaña (46. Mohammed Khalil) – Tamer Seyam (84. Samer Zubaida), Oday Kharoub, Mohammed Rashid, Mahmoud Abu Warda – Zaid Qunbar (65. Alaaeddin Hasan), Shehab Qunbar (65. Oday Dabbagh) Cheftrainer: Makram Daboub ( Tunesien) | Palästina |
| Iran                                                                           | 1:0 Ansarifard (2.) 2:0 Khalilzadeh (12.) 3:0 Ghayedi (38.) 4:1 Azmoun (55.) | 3:1 Seyam (45.+6') | Palästina |
| Iran                                                                           | Kanaanizadegan (17.) | Termanini (10.), Saldaña (40.), Seyam (42.), Z. Qunbar (51.), Khalil (80.), Saleh (90.+5') | Palästina |
| 1. Spieltag                                                                    | | |           |
| 14. Januar 2024 um 20:30 Uhr (18:30 MEZ) in ar-Rayyan (Education City Stadium) | | |           |
| Zuschauer: 27.691                                                              | | |           |
| Schiedsrichter: Abdulrahman al-Jassim ( Katar)                                 | | |           |
| Spielbericht                                                                   | | |           |

## Palästina – Ver. Arab. Emirate 1:1 (0:1)
| Palästina                                                                | Palästina | Ver. Arab. Emirate | Ver. Arab. Emirate |
| ------------------------------------------------------------------------ | --- | --- | ------------------ |
| Palästina                                                                | \| 2. Spieltag \| \| 18. Januar 2024 um 20:30 Uhr (18:30 MEZ) in al-Wakra (al-Janoub Stadium) \| \| Zuschauer: 41.986 \| \| Schiedsrichter: Ahmad al-Ali ( Kuwait) \| \| Spielbericht \| | \| 2. Spieltag \| \| 18. Januar 2024 um 20:30 Uhr (18:30 MEZ) in al-Wakra (al-Janoub Stadium) \| \| Zuschauer: 41.986 \| \| Schiedsrichter: Ahmad al-Ali ( Kuwait) \| \| Spielbericht \| | Ver. Arab. Emirate |
| Palästina                                                                | Rami Hamadeh – Musab al-Battat , Michel Termanini, Mohammed Saleh, Camilo Saldaña (90. Samer Jondi) – Tamer Seyam, Oday Kharoub (90. Samer Zubaida), Mohammed Rashid (63. Ataa Jaber), Mahmoud Abu Warda (80. Islam Batran) – Oday Dabbagh, Zaid Qunbar (80. Shehab Qunbar) Cheftrainer: Makram Daboub ( Tunesien) | Khalid Eisa – Khaled al-Dhanhani (65. Zayed Sultan), Khalifa al-Hammadi, Bader Nasser, Abdulla Idrees – Majid Rashid, Abdullah Ramadan (65. Ali Salmeen), Fábio Lima (40. Khalid al-Hashemi), Ali Saleh (66. Harib Abdalla), Caio Canedo (55. Yahya al-Ghassani) – Sultan Adil Cheftrainer: Paulo Bento ( Portugal) | Ver. Arab. Emirate |
| Palästina                                                                | 1:1 Nasser (50., Eigentor) | 0:1 Adil (23.) | Ver. Arab. Emirate |
| Palästina                                                                | Jaber (90.+9') | Adil (16.), Bento (45.+1', Trainer) | Ver. Arab. Emirate |
| Palästina                                                                | Bento (90.+9', Trainer) | | Ver. Arab. Emirate |
| Palästina                                                                | al-Hammadi (37.) | | Ver. Arab. Emirate |
| Palästina                                                                | Eisa hält Foulelfmeter von Seyam (39.) | | Ver. Arab. Emirate |
| 2. Spieltag                                                              | | |                    |
| 18. Januar 2024 um 20:30 Uhr (18:30 MEZ) in al-Wakra (al-Janoub Stadium) | | |                    |
| Zuschauer: 41.986                                                        | | |                    |
| Schiedsrichter: Ahmad al-Ali ( Kuwait)                                   | | |                    |
| Spielbericht                                                             | | |                    |

## Hongkong – Iran 0:1 (0:1)
| Hongkong                                                                              | Hongkong | Iran | Iran |
| ------------------------------------------------------------------------------------- | --- | --- | ---- |
| Hongkong                                                                              | \| 2. Spieltag \| \| 19. Januar 2024 um 20:30 Uhr (18:30 MEZ) in ar-Rayyan (Khalifa International Stadium) \| \| Zuschauer: 36.412 \| \| Schiedsrichter: Hanna Hattab ( Syrien) \| \| Spielbericht \|                                                                                                 | \| 2. Spieltag \| \| 19. Januar 2024 um 20:30 Uhr (18:30 MEZ) in ar-Rayyan (Khalifa International Stadium) \| \| Zuschauer: 36.412 \| \| Schiedsrichter: Hanna Hattab ( Syrien) \| \| Spielbericht \| | Iran |
| Hongkong                                                                              | Yapp Hung Fai – Yue Tze Nam, Vas Nuñez, Oliver Gerbig, Shinichi Chan (90. Poon Pui Hin) – Wu Chun Ming (90. Chang Hei Yin), Tan Chun Lok, Everton Camargo, Chan Siu Kwan (73. Michael Udebuluzor), Sun Ming Him (73. Wong Wai) – Matt Orr (73. Stefan Pereira) Cheftrainer: Jørn Andersen ( Norwegen) | Alireza Beiranvand – Ramin Rezaeian, Hossein Kanaanizadegan, Majid Hosseini (65. Saeid Ezatolahi), Milad Mohammadi – Saman Ghoddos, Rouzbeh Cheshmi, Alireza Jahanbakhsh (81. Ehsan Hajsafi), Mehdi Taremi (77. Omid Ebrahimi), Mehdi Ghayedi (65. Mohammad Mohebi) – Shahriyar Moghanlou (65. Karim Ansarifard) Cheftrainer: Amir Ghalenoei | Iran |
| Hongkong                                                                              | 0:1 Ghayedi (24.) | | Iran |
| Hongkong                                                                              | Wu (37.), Nuñez (47.) | | Iran |
| 2. Spieltag                                                                           | | |      |
| 19. Januar 2024 um 20:30 Uhr (18:30 MEZ) in ar-Rayyan (Khalifa International Stadium) | | |      |
| Zuschauer: 36.412                                                                     | | |      |
| Schiedsrichter: Hanna Hattab ( Syrien)                                                | | |      |
| Spielbericht                                                                          | | |      |

## Iran – Ver. Arab. Emirate 2:1 (1:0)
| Iran                                                                           | Iran | Ver. Arab. Emirate | Ver. Arab. Emirate |
| ------------------------------------------------------------------------------ | --- | --- | ------------------ |
| Iran                                                                           | \| 3. Spieltag \| \| 23. Januar 2024 um 18:00 Uhr (16:00 MEZ) in ar-Rayyan (Education City Stadium) \| \| Zuschauer: 34.259 \| \| Schiedsrichter: Ilgiz Tantashev ( Usbekistan) \| \| Spielbericht \| | \| 3. Spieltag \| \| 23. Januar 2024 um 18:00 Uhr (16:00 MEZ) in ar-Rayyan (Education City Stadium) \| \| Zuschauer: 34.259 \| \| Schiedsrichter: Ilgiz Tantashev ( Usbekistan) \| \| Spielbericht \|                                                                                             | Ver. Arab. Emirate |
| Iran                                                                           | Alireza Beiranvand – Sadegh Moharrami (45. Ramin Rezaeian), Hossein Kanaanizadegan, Shoja Khalilzadeh, Ehsan Hajsafi – Saeid Ezatolahi, Saman Ghoddos (67. Omid Ebrahimi), Ali Gholizadeh (67. Alireza Jahanbakhsh), Mehdi Taremi, Mehdi Ghayedi (67. Mohammad Mohebi) – Sardar Azmoun (87. Reza Asadi) Cheftrainer: Amir Ghalenoei | Khalid Eisa – Zayed Sultan, Khaled al-Dhanhani (74. Abdulla Idrees), Khalid al-Hashemi, Bader Nasser, Harib Abdalla – Tahnoon al-Zaabi (57. Caio Canedo), Majid Rashid (85. Abdulla Hamad), Abdullah Ramadan, Ali Saleh (85. Fábio Lima) – Yahya al-Ghassani Cheftrainer: Paulo Bento ( Portugal) | Ver. Arab. Emirate |
| Iran                                                                           | 1:0 Taremi (26.) 2:0 Taremi (65.) | 2:1 al-Ghassani (90.+3') | Ver. Arab. Emirate |
| Iran                                                                           | Moharrami (41.), Kanaanizadegan (62.) | al-Zaabi (54.), al-Dhanhani (72.) | Ver. Arab. Emirate |
| Iran                                                                           | Beiranvand hält Foulelfmeter von al-Ghassani (64.) | | Ver. Arab. Emirate |
| 3. Spieltag                                                                    | | |                    |
| 23. Januar 2024 um 18:00 Uhr (16:00 MEZ) in ar-Rayyan (Education City Stadium) | | |                    |
| Zuschauer: 34.259                                                              | | |                    |
| Schiedsrichter: Ilgiz Tantashev ( Usbekistan)                                  | | |                    |
| Spielbericht                                                                   | | |                    |

## Hongkong – Palästina 0:3 (0:1)
| Hongkong                                                                        | Hongkong | Palästina | Palästina |
| ------------------------------------------------------------------------------- | --- | --- | --------- |
| Hongkong                                                                        | \| 3. Spieltag \| \| 23. Januar 2024 um 18:00 Uhr (16:00 MEZ) in Doha (Abdullah bin Khalifa Stadium) \| \| Zuschauer: 6.568 \| \| Schiedsrichter: Shaun Evans ( Australien) \| \| Spielbericht \|                                                                                            | \| 3. Spieltag \| \| 23. Januar 2024 um 18:00 Uhr (16:00 MEZ) in Doha (Abdullah bin Khalifa Stadium) \| \| Zuschauer: 6.568 \| \| Schiedsrichter: Shaun Evans ( Australien) \| \| Spielbericht \| | Palästina |
| Hongkong                                                                        | Tse Ka Wing – Yue Tze Nam, Vas Nuñez (28. Li Ngai Hoi), Oliver Gerbig, Shinichi Chan (70. Sun Ming Him) – Wu Chun Ming (56. Juninho), Tan Chun Lok, Everton Camargo, Chan Siu Kwan (56. Wong Wai), Matt Orr – Michael Udebuluzor (70. Stefan Pereira) Cheftrainer: Jørn Andersen ( Norwegen) | Rami Hamadeh – Musab al-Battat , Michel Termanini, Mohammed Saleh, Mohammed Khalil – Ameed Mahajneh (82. Samer Zubaida), Oday Kharoub, Mahmoud Abu Warda (69. Mohammed Rashid) – Tamer Seyam (82. Islam Batran), Oday Dabbagh (85. Mahmoud Wadi), Zaid Qunbar (69. Alaaeddin Hasan) Cheftrainer: Makram Daboub ( Tunesien) | Palästina |
| Hongkong                                                                        | 0:1 Dabbagh (12.) 0:2 Z. Qunbar (48.) 0:3 Dabbagh (60.) | | Palästina |
| Hongkong                                                                        | Tan (76.), Orr (86.) | | Palästina |
| Hongkong                                                                        | Camargo schießt Handelfmeter an die Latte (90.+9') | | Palästina |
| 3. Spieltag                                                                     | | |           |
| 23. Januar 2024 um 18:00 Uhr (16:00 MEZ) in Doha (Abdullah bin Khalifa Stadium) | | |           |
| Zuschauer: 6.568                                                                | | |           |
| Schiedsrichter: Shaun Evans ( Australien)                                       | | |           |
| Spielbericht                                                                    | | |           |